# Gutzon Borglum
John Gutzon de la Mothe Borglum (Bear Lake, Idaho, 25 de março de 1867 — Chicago, 6 de março de 1941) foi um escultor estadunidense, muito conhecido por ser o autor das efígies dos quatro presidentes dos Estados Unidos no Monte Rushmore, Dakota do Sul.

## Biografia

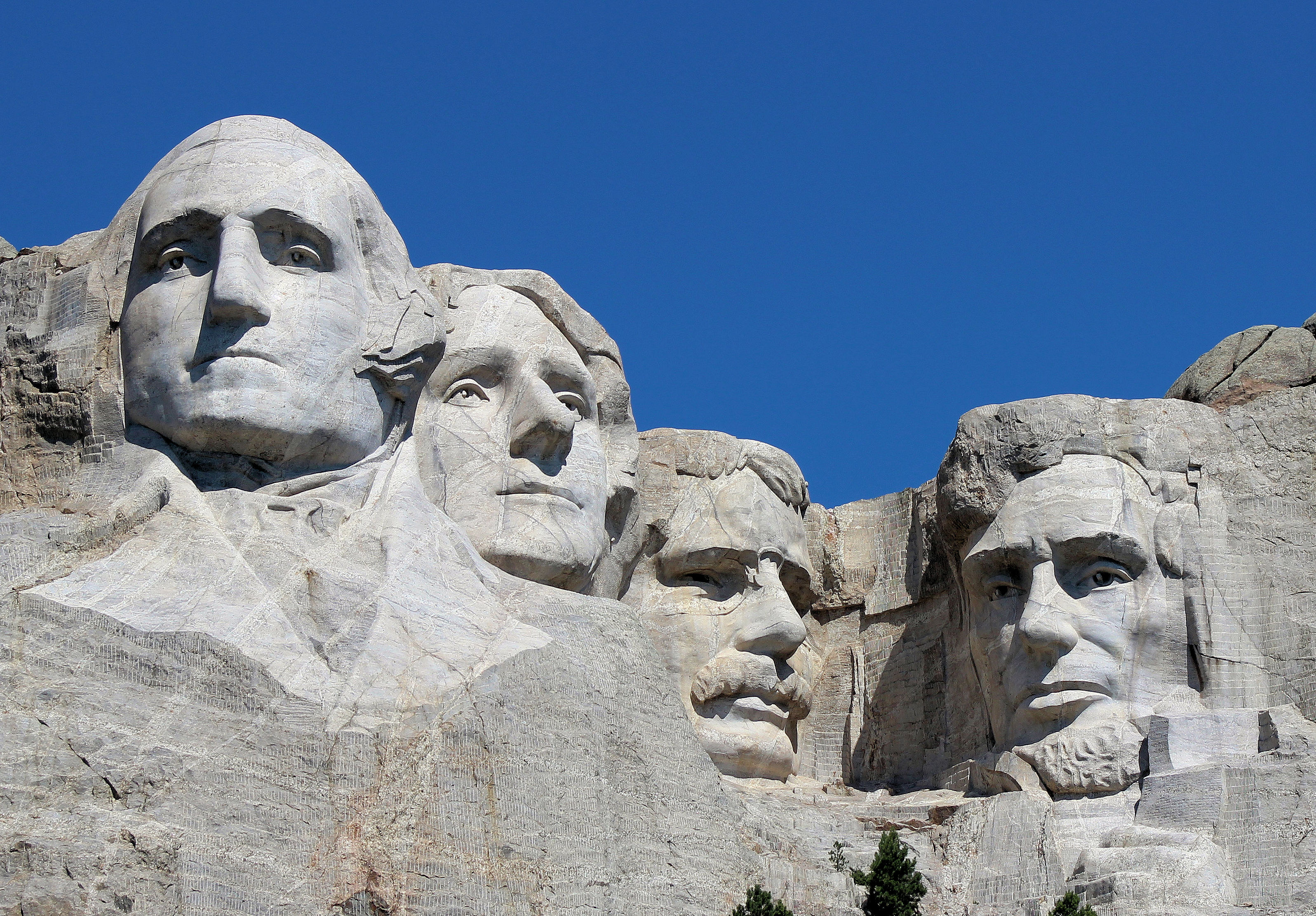
Monte Rushmore

Nascido perto de Bear Lake, Idaho, e estudou arte em San Francisco e em Paris, especializando-se em esculturas de temática americana. Em 1916 começou a talhar a Stone Mountain na Geórgia, um gigantesco baixo-relevo comemorativo da Confederação, até que desavenças com as autoridades pararam a obra. Trabalhou no monumento do monte Rushmore de 1927 até à sua morte em 1941. Este conjunto monumental consta das cabeças em tamanho colossal dos presidentes George Washington, Thomas Jefferson, Theodore Roosevelt e Abraham Lincoln. Os rostos, que se encontram a uma altura de 152 m, medem de 15 a 21 m, o que não impede que sejam dotados de grande realismo na sua expressão e detalhe. Depois da sua morte, o seu filho Lincoln terminou o projecto.
Borglum foi também o autor da Medalha Centenário de David Livingstone.
Gutzom Borglum encontra-se sepultado no Forest Lawn Memorial Park.

## Galeria
- Busto de Abraham Lincoln, cripta do Capitólio dos EUA (1908)
- Rabboni, Rock Creek Cemetery, Washington, DC (1909)
- Memorial a Henry Lawson Wyatt, Capitólio do Estado da Carolina do Norte (1912)
- John Peter Altgeld, Lincoln Park, Chicago (1915)
- Thomas Paine, Montsouris, Paris (1936)
- Memorial a Charles Brantley Aycock, Capitólio do Estado da Carolina do Norte (1941)